# Пьедрас-Неграс (археологическая зона)
Руины Пьедрас-Неграс (исп. Piedras Negras) — один из крупнейших археологических памятников культуры майя классического периода. Как можно судить по керамическим находкам, город существовал с 700 года до н. э. по 820 год н. э., а период расцвета приходится на 600 — 810 годы.

## Топоним
Оригинальное название города на языке майя звучало как Йо’ки’б («вход» или «ворота») и было связано либо с подземной пещерой в окрестностях города (по поверьям, врата в подземный мир), либо со стратегическим положением города на равнине современного штата Табаско. Современное название «Piedras Negras» (исп. «чёрные камни») происходит от цвета камней, использованных при сооружении зданий.

## История

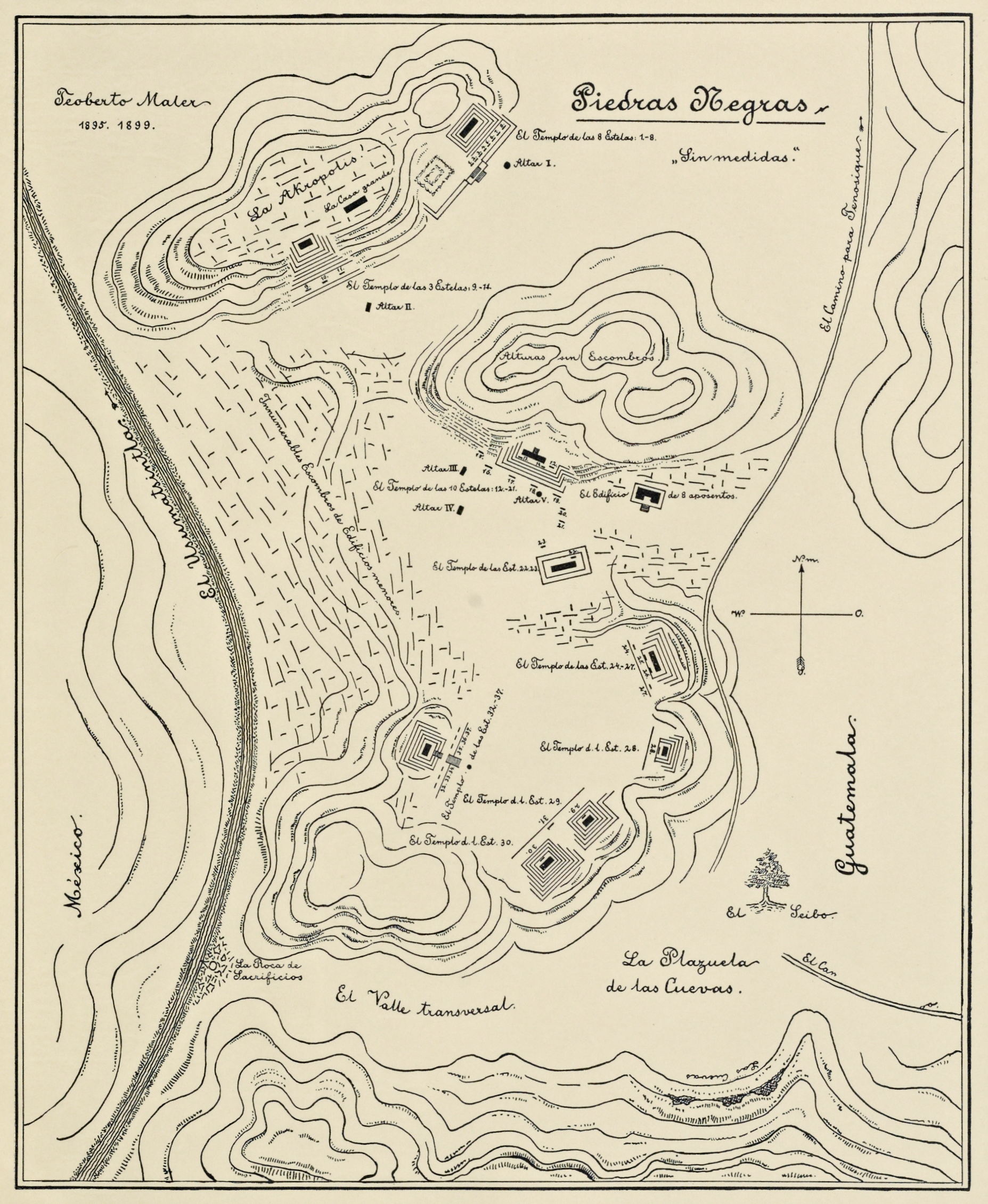
Карта Пьедрас-Неграс, составленная Малером в конце XIX века

Город находится на западе департамента Петен, Гватемала, на территории национального парка «Сьерра-дель-Лакандон». Он был столицей майяского царства Усумасинта (Йокиб) и располагался на северном побережье одноимённой реки. Был окружён несколькими другими городами, известными под современными названиями Ла-Хойянка, Ла-Онрадес, Пахараль, Сапоте-Бобаль и Ла-Пасадита.

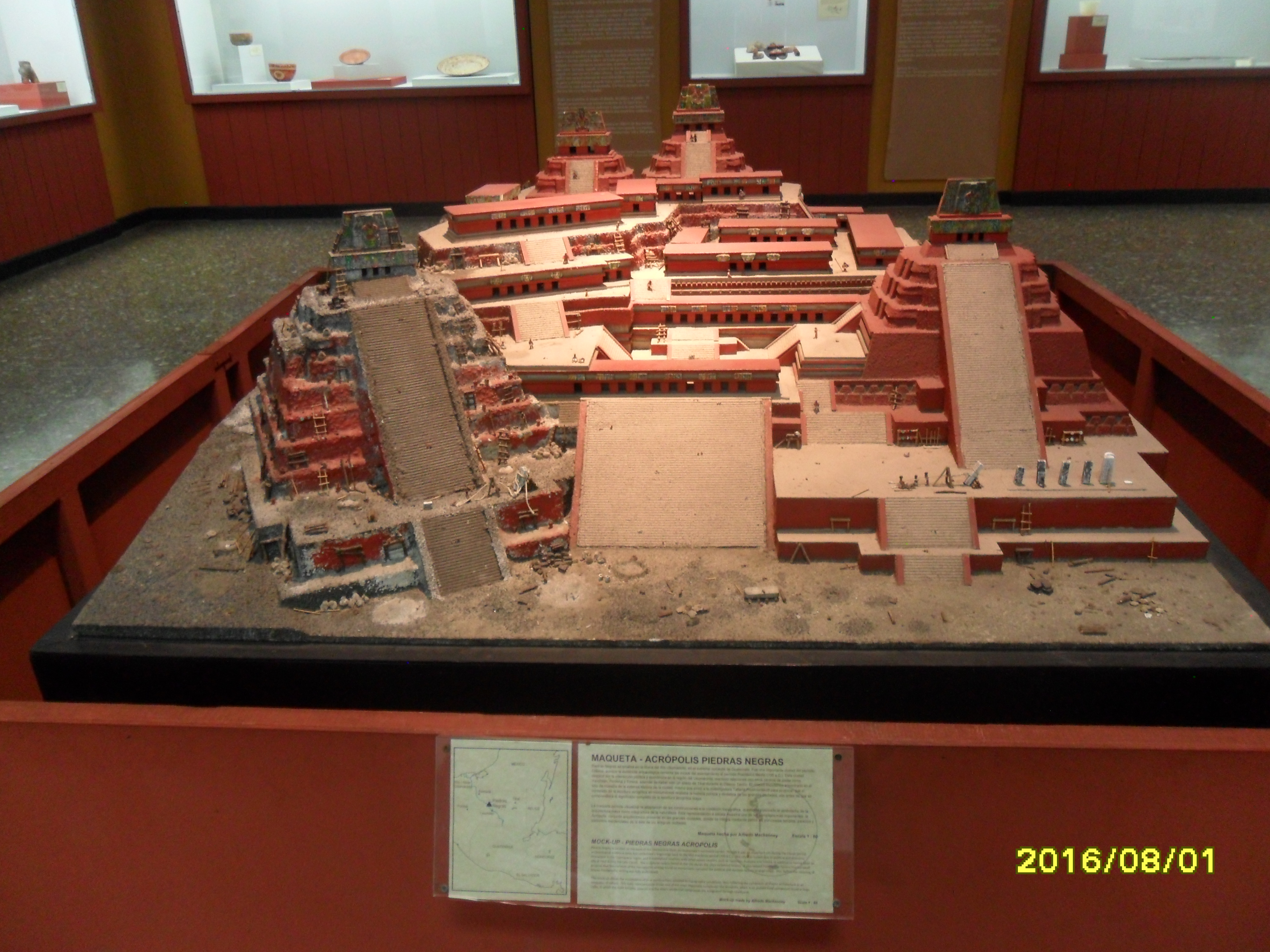
Макет некрополя в Национальном музее археологии и этнологии в Гватемале

Пьедрас-Неграс был крупнейшим городом, некогда расположенным на берегах реки Усумасинта. Город был заселён в течение нескольких тысяч лет, пережив периоды расцвета и упадка. Люди начали селиться здесь приблизительно в 600 году н.э., и, судя по сходству керамики, пришли из Петена. Известно, что Пьедрас-Неграс и Яшчилан были непримиримыми врагами, которые боролись за господство в районе Усумасинты. В классический период город поддерживал дружественные отношения с Тикалем и враждовал с Яшчиланом.
С 608 по 810 год н.э. каждый из двадцати двух Хотунов - периодов продолжительностью в 1800 дней, — отмечен памятником. Это помогло исследователю Татьяне Проскуряковой установить, что тексты майя связаны с политическими и историческими событиями, а не только лишь с мифологическими, астрономическими или религиозными событиями, как считалось прежде. Проскурякова отметила последовательность памятных дат, которые образовывали шесть групп, каждая из которых начиналась с изображения мужской фигуры, восседающей на возвышении. Эту фигуру исследователь приняла за момент прихода к власти, а остальные упоминания в каждой группе говорили о пяти годах правления каждого правителя.
В городе обнаружены два стадиона для игры в мяч, несколько дворцов со сводами, а также пирамидальных храмов, один из которых был соединён ходами с пещерами. В городе обнаружены превосходные стелы и панели с рельефными изображениями.
Характерными постройками города являются восемь паровых бань с предбанником со скамейками, где можно переодеться. Это единственное монументальное строение на церемониальной территории.
Упадок Пьедрас-Неграса наступил при расцвете Яшчилана в середине VII века. Последний правитель Пьедрас-Неграса был схвачен яшчиланцами, а трон «Правителя 7» разрушен. Местность окончательно была заброшена в начале IX века.
Известный американский археолог русского происхождения Татьяна Проскурякова длительное время изучала и зарисовывала Пьедрас-Неграс. Скопированные ею надписи, неизвестные в СССР, позволили независимо подтвердить дешифровку письменности майя, которую совершил Ю. В. Кнорозов. Татьяна Проскурякова похоронена здесь же.
В настоящее время исследования здесь не проводятся.

## Правители Йокиба

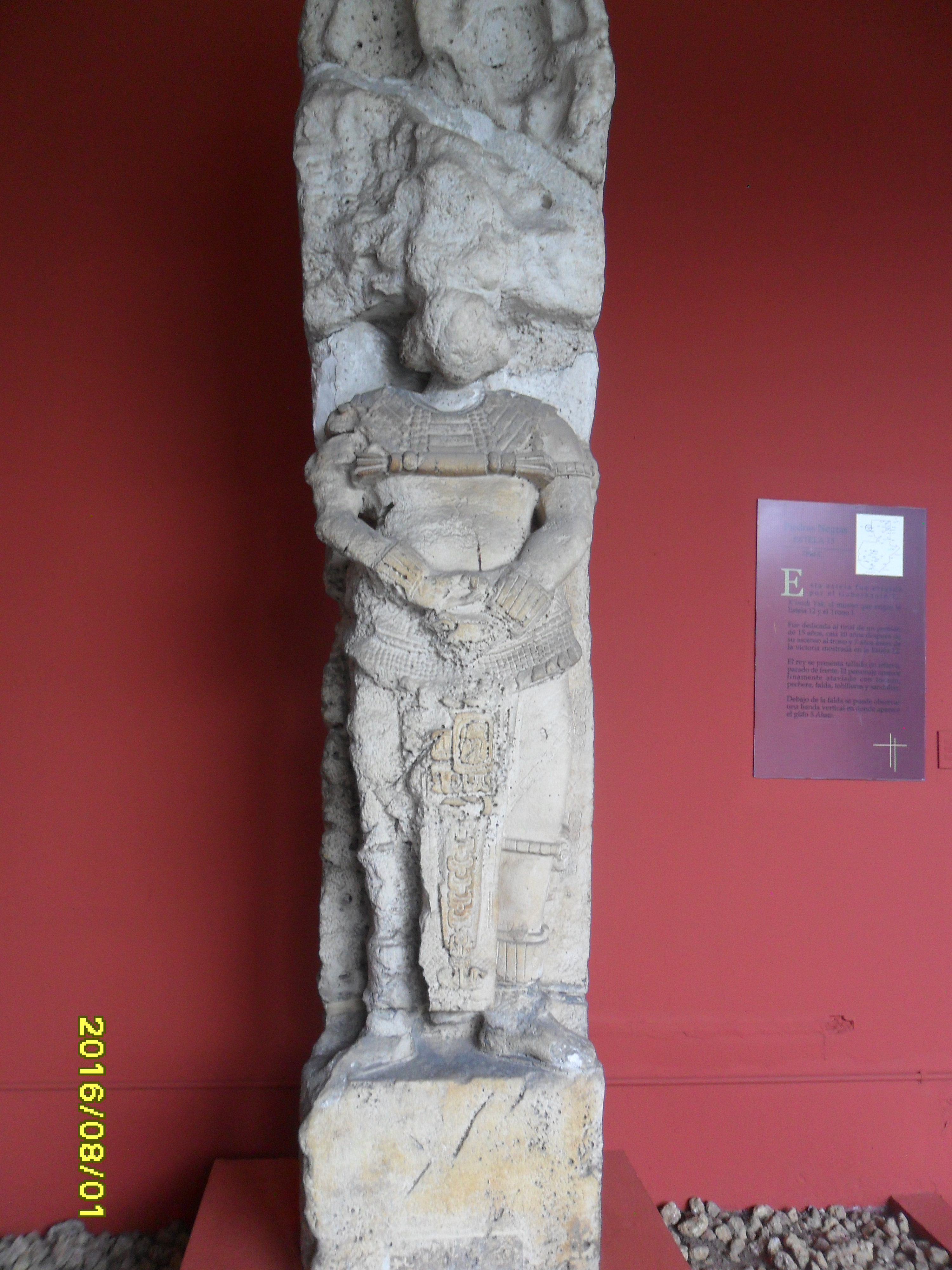
Статуя в Национальном музее археологии и этнологии в Гватемале

- Ицамканахк (Itzamk'anahk) I  («Правитель A») (ок. 460)
- «Правитель B» (ок. 478)
- Ах-Кауак-Ах-Кин (Ah Cauac Ah K'in) («Turtle Tooth») (508 – 510)
- «Правитель C» (514 – 518)
- Кинич-Йональ-Ахк (K'inich Yo'nal Ahk) I («Правитель 1») (603 – 639)
- Ицамканахк (Itsamk'anahk) II («Правитель 2») (639 – 686/9)
- Кинич-Йональ-Ахк (K'inich Yo'nal Ahk) II («Правитель 3») (687 – 729)
- «Правитель 4» (729 – 757)
- Йональ-Ахк (Yo'nal Ahk) III («Правитель 5») (758 – 767)
- Ха-Кин-Шок (Ha' K'in Xook) (767 – 781)
- «Правитель 7» (также «Правитель 6») (781 – 808?)